# Bruce Kessler
 Bruce Kessler  va ser un pilot de curses automobilístiques estatunidenc que va arribar a disputar curses de Fórmula 1. Anys després va ser director de cine i de sèries de TV.
Bruce Kessler va néixer el 23 de març del 1936 a Seattle, Washington, Estats Units.

## A la F1
Va debutar a la segona cursa de la temporada 1958 (la novena temporada de la història) del campionat del món de la Fórmula 1, disputant el 18 de maig del 1958 el GP de Mònaco al Circuit de Montecarlo.
Bruce Kessler va participar en una única cursa puntuable pel campionat de la F1, no aconseguint qualificar-se per disputar la cursa i no assolí cap punt pel campionat.

## Resultats a la Fórmula 1
| Any  | Equip             | Xassís    | Motor | 1   | 2       | 3   | 4   | 5   | 6   | 7   | 8   | 9   | 10  | 11  | Posició | Punts |
| ---- | ----------------- | --------- | ----- | --- | ------- | --- | --- | --- | --- | --- | --- | --- | --- | --- | ------- | ----- |
| 1958 | Bernie Ecclestone | Connaught | Alta  | ARG | MON NVQ | HOL | 500 | BEL | FRA | GBR | ALE | POR | ITA | MAR | -       | 0     |

### Resum
| Curses: | Victòries: | Pòdiums: | Poles: | Voltes ràpides: | Punts: |
| ------- | ---------- | -------- | ------ | --------------- | ------ |
| 1       | 0          | 0        | 0      | 0               | 0      |